# جوليانو دي ميديشي دوق نمور
جوليانو دي لورينزو دي ميديشي ، دوق نمور (فلورنسا، 12 مارس 1479 - فلورنسا، 17 مارس 1516) ابن لورينزو دي ميديشي وكلاريشي أورسيني.
أحد أبناء لورينزو الرائع الذكور الثلاثة رفقة بييرو وجوفاني ، عيـّنـَه ملك فرنسا دوقاً لنمور سنة 1515 ، بواسطة من شقيقه جوفاني الذي صار في الوقت ذاته البابا باسم لاون العاشر.
تلقى تربية ذات مستوى رفيع على يد معلمين أعـَـدّهم له والده، كان من بينهم أنجلو بوليزيانو.
إثر وفاة والده حكم شقيقه الأكبر بييرو فلورنسا لفترة قصيرة، قبل أن يُـطرد لسلوكه الذليل حيال الغازي شارل الثامن ملك فرنسا، فأكسبه لذلك لقب المغفل (1494).
أُرسل جوليانو خلال تلك الأحدادث إلى المنفى كباقي الأسرة ولجأ أول الأمر إلى البندقية. بعدما طـَردت الرابطة المقدسة الفرنسيين من إيطاليا، عاد آل ميديشي إلى فلورنسا، حيث صار جوليانو حاكم المدينة بدلاً من أخيه الأكبر الثاني الكاردينال (1512).
تغير مجرى حياته بانتخاب أخيه لاون العاشر لكرسي البابوية (11 مارس 1513) ، فتلقى عدة تشريفات ومناصب مرموقة. في الواقع بفضل محسوبية لاون تحصل هو وابن شقيقه لورينزو على اعترفات وتتويجات بلغت ذروتها باستلامهما لأول لقبي نبالة تلقتهما عائلة ميديشي: مـُنـِح جوليانو لقب دوق نمور في سنة 1515 للخدمات الهامة التي قدمها لبلاط ملك فرنسا لويس الثاني عشر ، وإن لم يتويج رسمياً من قـِبل الملك بسبب وفاته المبكرة .

## روابط خارجية
- جوليانو دي ميديشي دوق نمور على موقع الموسوعة البريطانية (الإنجليزية)